# تاکسی ۴
تاکسی ۴ (Taxi 4 یا T4Xi) یک فیلم کمدی اکشن فرانسوی  محصول سال ۲۰۰۷ و چهارمین فیلم از سری فیلم‌های تاکسی بازی سامی ناصری، فردریک دیفنتال، ژان-کریستوف بووت، برنارد فارسی، ادوار مونتوت، اما ویکلوند و فرانسیس دامینز است، این ادامه‌ای بر تاکسی ۳ (۲۰۰۳) و تاکسی ۵ در سال ۲۰۱۸ منتشر شد. از تغییرات این فیلم نسبت به قبل می‌توان به استفاده از پژو ۴۰۷ به جای پژو ۴۰۶ اشاره کرد، همچنین بازیکن سابق فوتبال فرانسه جیبریل سیسه نیز در این فیلم حضور دارد.

## خلاصه داستان
یک مرد تبهکار بلژیکی (ژان-لوک کوخارد) تحت تعقیب توسط پلیس بین‌الملل به مارسی آمده‌است. او را در مارسی می‌گیرند اما یکی از پلیس‌ها به نام امیلین (فردریک دیفنتال) حرف‌هایی که مرد بلژیکی دربارهٔ اینکه او را اشتباهی گرفته‌اند باور می‌کند و این اتفاق موجبات فرار او را فراهم می‌کند.وقتی که رئیس کلانتری (برنارد فارسی) متوجه این موضوع می‌شود امیلین را اخراج می‌کند اما او به کمک دوستش دنیل (سامی ناصری) که یک سوپر ماشین پژو ۴۰۷ دارد بلژیکی‌ها را تحت تعقیب می‌گیرند و هرچند که ابتدا به اشتباه فردی دیگر را تشخیص می‌دهند اما در ادامه با نفوذ به ملک شخصی آنها پلیس را باخبر می‌سازد و پس از دستگیری آن بلژیکی تبهکار از امیلین و دنیل تشویق به عمل می‌آید.

## فروش گیشه
در روز اکران، ۴۵۰٬۰۰۰ نفر در فرانسه که فقط ۴۳٬۰۰۰ نفر آن در پاریس بودند حضور داشتند. اولین حضور T4xi در کانادا در جشنواره فیلم Just For Laughs Comedia در ۲۲ ژوئیه ۲۰۰۷، یک هفته قبل از پخش گسترده بود.